# 453 km (obwód pskowski)
453 km (ros. 453 км) – przystanek kolejowy w miejscowości Zańkowo, w rejonie newelskim, w obwodzie pskowskim, w Rosji. Położony jest na linii Petersburg - Newel - Witebsk.